# 剪影

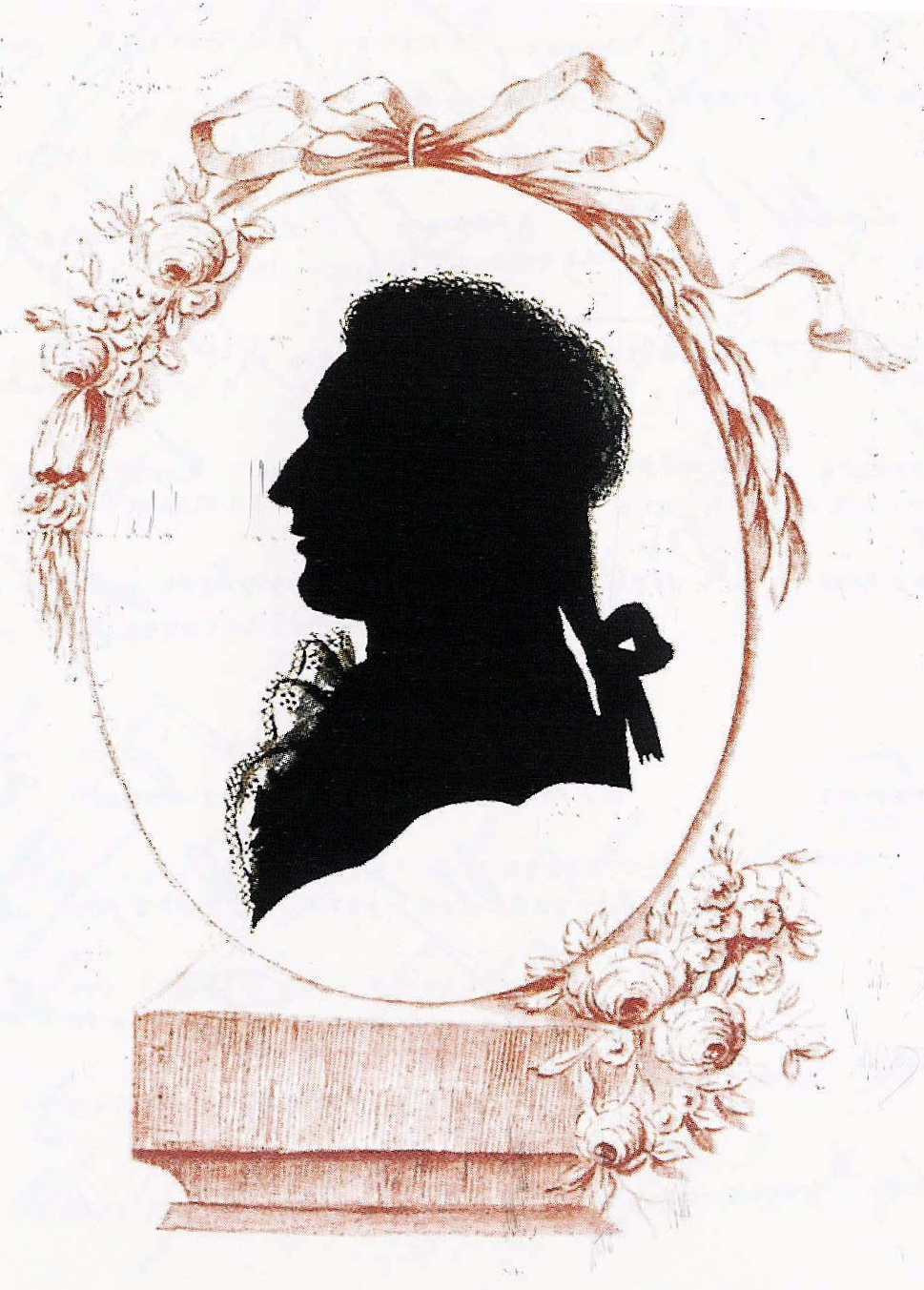
一幅傳統的肖像剪影畫，18世紀末。

剪影（法語：silhouette, 法語：[silwɛt], 英語 /ˌsɪluˈɛt/ SIL-oo-ET）是一種將人事物用單色描繪（通常以黑色為主），凸顯輪廓的藝術圖像，或指剪影藝術本身，可屬一種視覺藝術，剪影被運用在各種方面。

## 概述
剪影本指剪紙中依人事物的輪廓，剪製而成的似影圖像，在藝術上，指的是一種描寫輪廓的藝術表達，或表達出的藝術圖畫。

## 運用

### 繪畫
剪影繪畫，用繪畫的方式畫出剪影畫，通常周圍會加畫一些背景、裝飾，凸顯剪影，剪影繪畫是最基本呈現剪影藝術的方式。

### 攝影

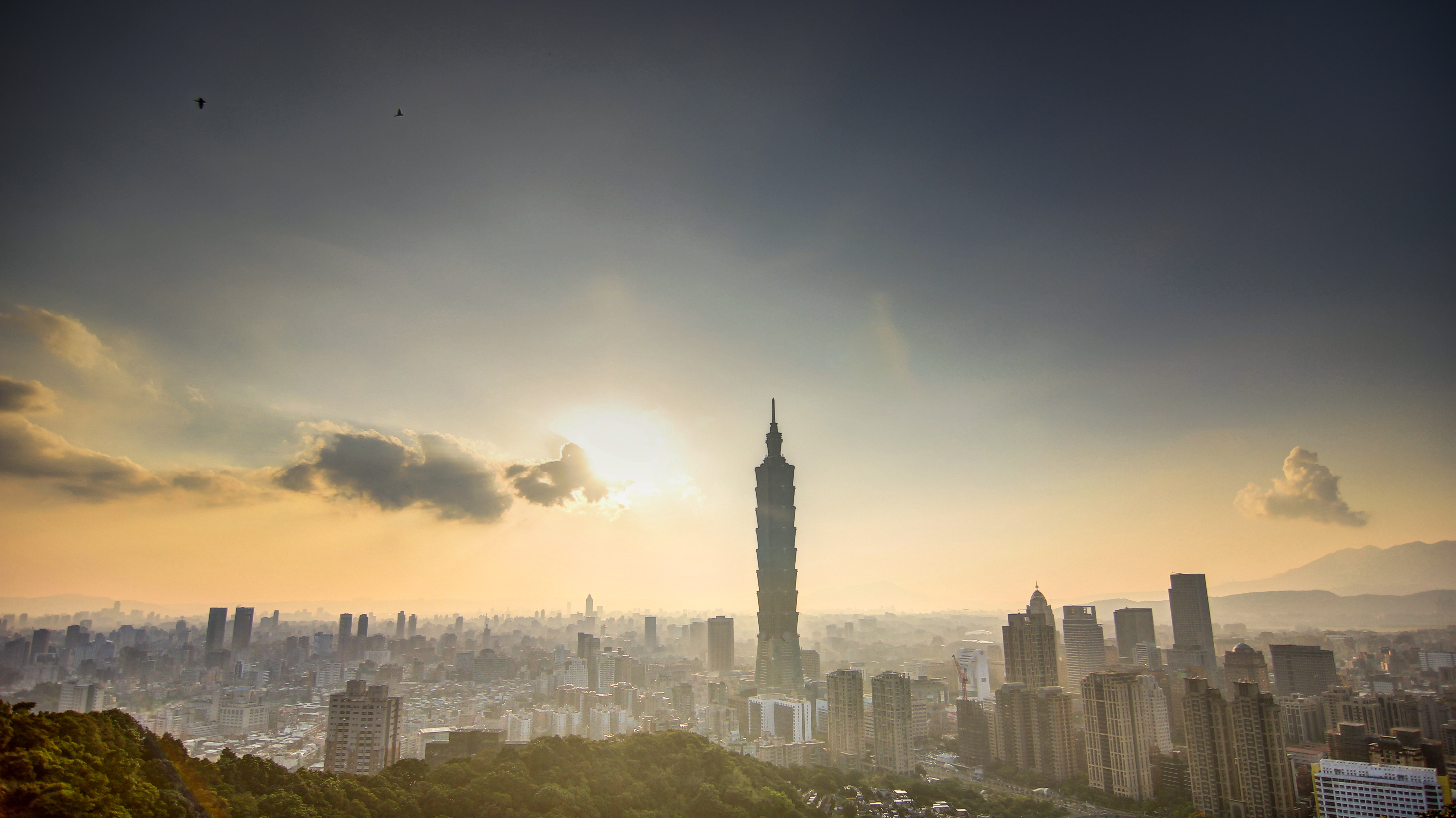
從象山眺望台北市區黃昏天際線剪影

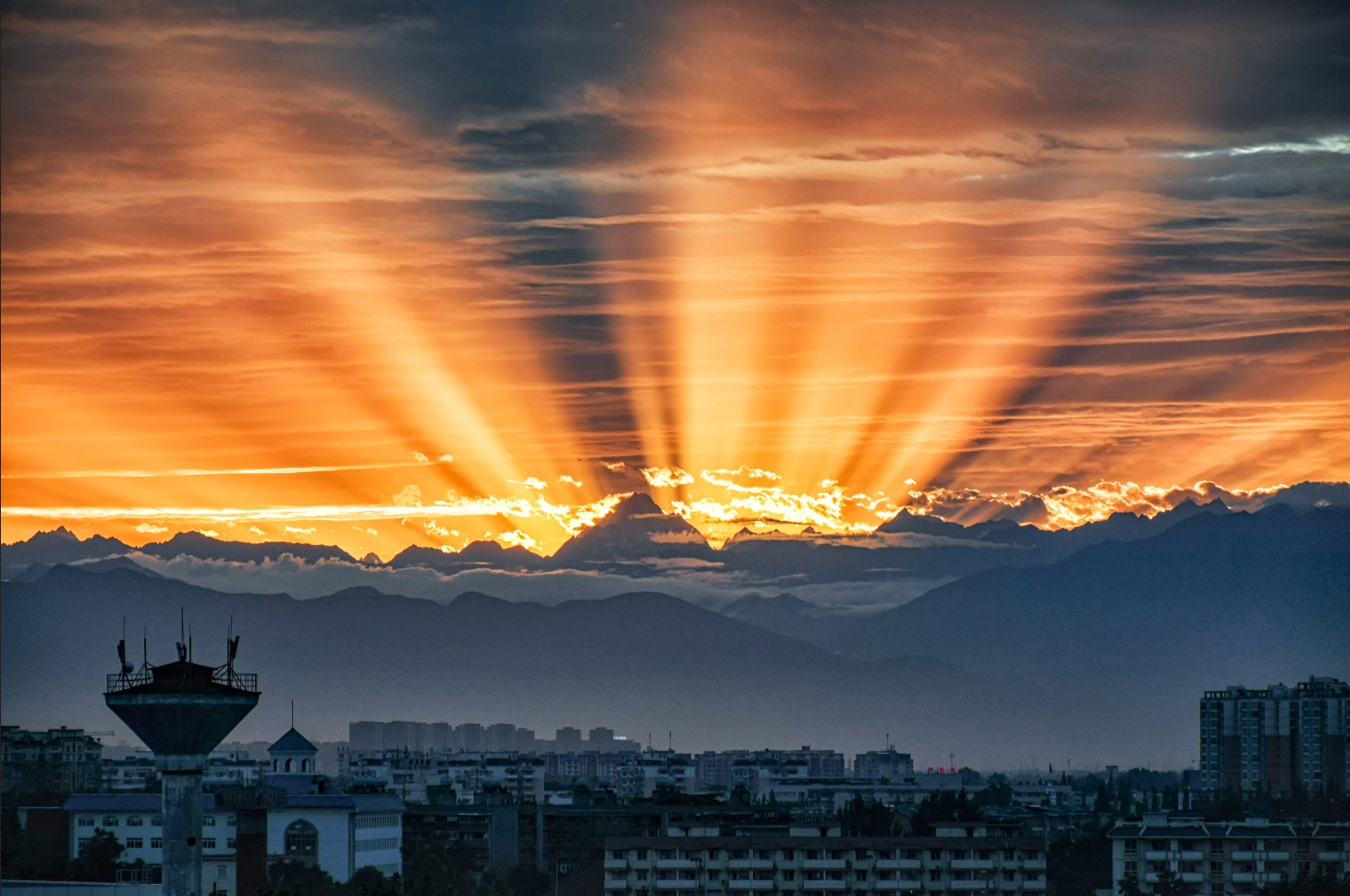
日落四姑娘山

剪影攝影（法語：Contre-Jour）或稱逆光拍攝，是一種以逆光方式，對人事物拍攝出有如剪影效果的一種攝影技巧。

### 紙藝
剪影紙藝，或直稱剪影，是剪紙藝術的一種，用剪刀將單色紙（或紙上印有圖）剪出人、動植物，表現出輪廓，呈現剪影藝術。

### 戲劇
皮影戲中，將紙板做成人物、動物，利用燈光投射影子於布幕上，形成剪影來演戲。

## 剪影藝術
- 珍·奧斯汀的剪影（十八世紀）。
- 貝多芬少年的剪影（十八世紀）。
- 人類進化的剪影。
- 交通標誌中，使用剪影。
- 地標的剪影照片。

## 相關影視
- Reiniger, Lotte: Homage to the Inventor of the Silhouette Film. Dir. Katja Raganelli. DVD. Milestone Film, 1999.

## 外部連結
维基共享资源上的相關多媒體資源：剪影
- GAP （页面存档备份，存于） Guild of American Papercutters
- . Paintings & Drawings. Victoria and Albert Museum.   [August 21, 2007]. （原始内容存档于July 12, 2007）.
- Profile Likenesses of the Executive and Legislature of Georgia (Silhouette Book), by William H. Brown, 1855[永久] from the collection of the Georgia Archives （页面存档备份，存于）.
- Kara Walker's A Horrible Beautiful Beast （页面存档备份，存于）
- Kara Walker's 2007 Whitney Exhibit （页面存档备份，存于）
- Andersen, Jens. . Det Kongelige Bibliotek. 2002  [22 November 2016]. （原始内容存档于2021-05-19）.
- Ingersoll, Julia. . Gamelan Tunas Mekar. 2003  [22 November 2016]. （原始内容存档于2018-12-12）.